# (2534) Houzeau
(2534) Houzeau (1931 VD) – planetoida z pasa głównego asteroid okrążająca Słońce w ciągu 5,56 lat w średniej odległości 3,14 j.a. Odkryta 2 listopada 1931 roku.